# Marko Rog
Marko Rog (Varasd, 1995. július 19. –) horvát válogatott labdarúgó, a Napoli csapatától kölcsönben a Cagliari játékosa.
A horvát válogatott tagjaként részt vett a 2016-os Európa-bajnokságon.

## Pályafutása

### Klubkarrier
Marko Rog a horvát harmadosztályban szereplő Varaždin csapatában kezdte a pályafutását. A 2013-14-es bajnokságban mutatkozott be a felnőttek között, és hamar alapembere lett a csapatának. Első idényében 30 bajnokin kapott lehetőséget, ezeken 17 gólt szerzett, ezzel ő lett a csapat házi gólkirálya.
A következő idényre leigazolta az élvonalbeli RNK Split, azonban az átigazolási összeget nem hozták nyilvánosságra. 2014. július 28-án mutatkozott be új csapatában egy NK Istra 1961 elleni bajnokin. Egyetlen szezont töltött a splitieknél, összesen 44 tétmérkőzésen kilenc gólt szerzett.
2015 júniusában  ötéves  szerződést kötött a Dinamo Zagrebbel. A fővárosi klub 5 millió eurót fizettek érte, ami új rekord volt a horvát bajnokság történetében. Mindössze 19 évesen mutatkozott be a Zagreb színeiben, amellyel bajnok és kupagyőztes lett a 2015-16-os idény végén, és pályára léphetett a Bajnokok Ligájában is.
2016. augusztus 29-én  ötéves  szerződést írt alá az olasz Napoli csapatával.
2019. január 29-én az idény hátralevő részére a spanyol Sevillához került kölcsönbe. A barcelona elleni bajnoki mérkőzésen mutatkozott be az andalúz csapatban. Összesen tíz bajnokin és három Európa-liga találkozón kapott lehetőséget.
2019. július 17-én az olasz Cagliari vette kölcsön a 2019-2020-as szezon végéig.

### A válogatottban
A horvát válogatottban 2014. november 12-én debütált egy Argentína elleni barátságos mérkőzésen. Duje Čop helyére állt be a 84. percben.

## Statisztika
2016 augusztus 24-ig
| Klub          | Szezon   | Bajnokság     | Bajnokság | Kupa          | Kupa  | Nemzetközi    | Nemzetközi | Összesen      | Összesen |
| Klub          | Szezon   | Pályára lépés | Gólok     | Pályára lépés | Gólok | Pályára lépés | Gólok      | Pályára lépés | Gólok    |
| ------------- | -------- | ------------- | --------- | ------------- | ----- | ------------- | ---------- | ------------- | -------- |
| Varaždin      | 2013–14  | 30            | 17        | 1             | 0     | –             | –          | 31            | 17       |
| RNK Split     | 2014–15  | 30            | 7         | 7             | 1     | 7             | 1          | 44            | 9        |
| Dinamo Zagreb | 2015–16  | 34            | 3         | 4             | 1     | 12            | 2          | 50            | 6        |
| Dinamo Zagreb | 2016-17  | 6             | 2         | 0             | 0     | 6             | 3          | 12            | 5        |
| Napoli        | 2016–17  | 0             | 0         | 0             | 0     | 0             | 0          | 0             | 0        |
| Összesen      | Összesen | 100           | 29        | 12            | 2     | 25            | 6          | 137           | 37       |

## Sikerei, díjai
Dinamo Zagreb
- Horvát bajnok (1): 2015–16
- Horvát kupa (1): 2015–16
- Horvát szuperkupa (1): 2016